# Adel Imam
Pour les articles homonymes, voir Imam (homonymie).
Adel Imam (en arabe : عادل إمام), né le 17 mai 1940 à Mansourah, est un acteur égyptien.

## Biographie

### Carrière
Adel Imam étudie l'agriculture à l'Université du Caire avant de se lancer dans une carrière artistique en 1966 en apparaissant dans plusieurs pièces de théâtre.

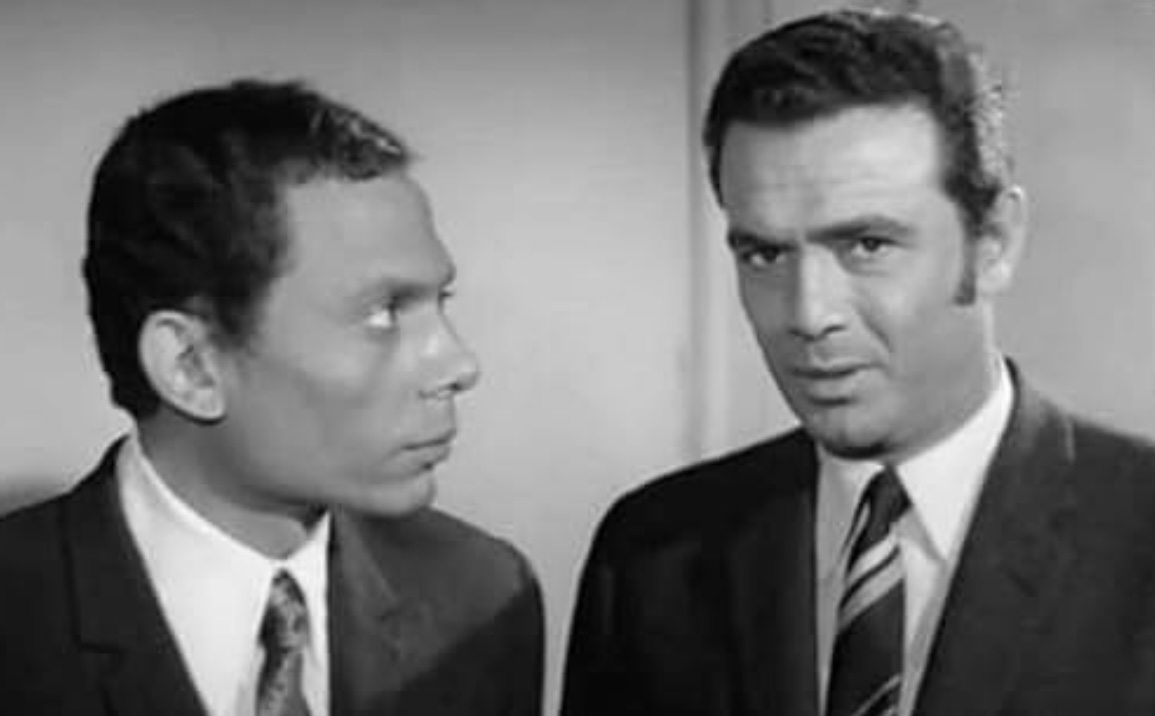
Adel Emam (à gauche) avec Salah Zoulficar en Vierge (1970)

En 1979, il obtient son premier grand rôle au cinéma dans le film Nous étions dans le bus.
Dans les années 1980, il joue dans plusieurs films dont Le Tigre et la Femelle, mais c'est son rôle en 1992 dans le film Terrorisme et Kebab qui signe un de ses plus grands succès. Comédie égyptienne traitant de la corruption du gouvernement et du terrorisme, le film devient un grand classique en Égypte et reste encore aujourd'hui très populaire. Deux ans plus tard, Adel Imam connaît un autre grand succès avec le film Le Terroriste, l'histoire de la rédemption d'un terroriste. Ces deux films, dénonçant entre autres le fanatisme religieux, deviennent la marque de fabrique d'Adel Imam qui prend souvent position contre l'obscurantisme et la corruption politique.
En 2006, il joue le rôle de Zakki dans le film L'Immeuble yacoubian, basé sur un roman décrivant l'état de la société égyptienne après le coup d'État de 1952. En 2008, Il joue le rôle de Morkos dans le film "Hassan et Morkos" qui retrace une histoire d'amitié entre un imam (Omar Sharif) et un prêtre copte, qui échangent leur costume pour échapper au fanatisme religieux.

### Reconnaissance
Considéré comme le meilleur comédien arabe de tous les temps, il est apparu dans plus de cents films et une dizaine de pièces de théâtre.

## Vie privée
Il est le père du réalisateur Rami Imam et de l'acteur Mohamed Imam.

## Affaire judiciaire
Après le renversement de Hosni Moubarak en 2011, Adel Imam a été condamné à trois mois de prison par le nouveau pouvoir pour offense à l'islam dans plusieurs de ses films,.
Le 12 septembre 2012, Imam a été acquitté par la Cour d'appel au Caire.

## Filmographie

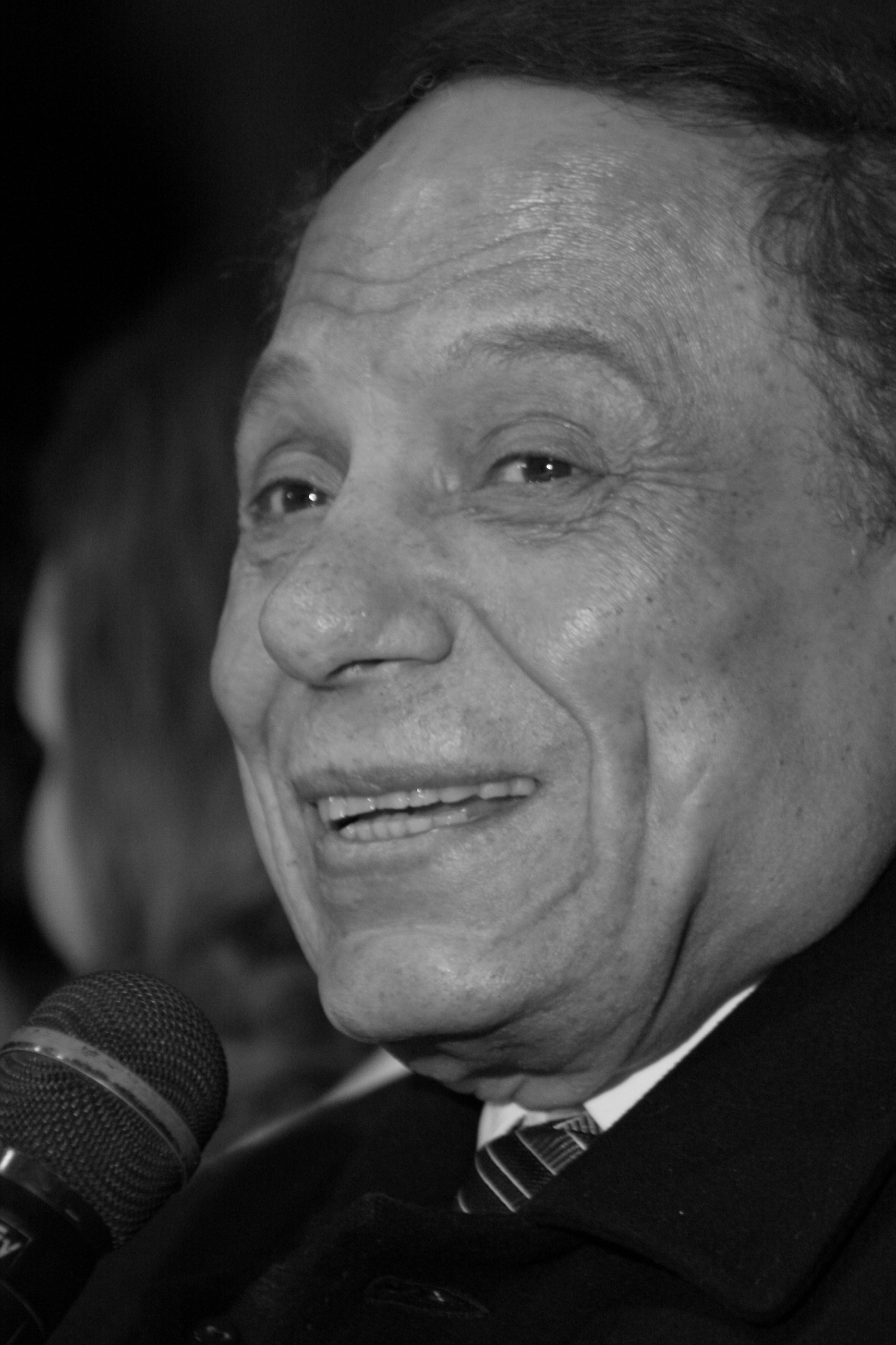
Adel Imam en 2006.

### Années 1960
- 1964 : Moi, lui et elle (أنا وهو و هي)
- 1965 : Le directeur technicien (المدير الفني)
- 1965 : Les trois sages (العقلاء الثلاثة)
- 1966 : Les trois voleurs (ثلاث لصوص)
- 1966 : Sayed Darwich (سيد درويش)
- 1966 : Congé forcé (إجازة بالعافية)
- 1966 : Mon épouse est directrice générale (مراتي مدير عام)
- 1966 : Cet homme va me rendre folle (الراجل ده حيجنني)
- 1967 : La sortie du paradis (الخروج من الجنة)
- 1967 : La dignité de mon épouse (كرامة زوجتي)
- 1968 : L'histoire de trois jeunes filles (حكاية 3 بنات)
- 1968 : Belle et coquine (حلوة وشقية)
- 1968 : Je suis le Docteur (أنا الدكتور)
- 1968 : Fêtes (أفراح)
- 1968 : Le fantôme de mon épouse (عفريت مراتي)
- 1968 : Comment voler un millionnaire (كيف تسرق مليونير)
- 1968 : Voleurs mais sympas (لصوص لكن ظرفاء)
- 1969 : La fille du spectacle (فتاة الاستعراض)
- 1969 : Sept jours en paradis (سبعة أيام في الجنة)

### Années 1970
- 1970 : Vierge (برج العذراء)
- 1970 : Ridha bond (رضا بوند)
- 1970 : Le Miroir (المراية)
- 1970 : Je t'aime ma belle (بحبك يا حلوة)
- 1970 : L'amour des adolescentes (حب المراهقات)
- 1971 : Secrets maisons (البيوت أسرار)
- 1971 : Les mémoires de Mademoiselle Manel (مذكرات الآنسة منال)
- 1971 : Jeunesse en tempête (شباب في عاصفة)
- 1971 : Des filles à l'université (بنات في الجامعة)
- 1971 : Amour au bord de la route agricole (غرام في الطريق الزراعي)
- 1971 : Un voyage délicieux (رحلة لذيذة)
- 1971 : Fleur Violet (زهرة البنفسج)
- 1972 : Les lumières de la ville (أضواء المدينة)
- 1972 : À la recherche d'un scandale (البحث عن فضيحة)
- 1972 : Démons et football (الشياطين و الكورة)
- 1973 : Un peu d'amour (شيء من الحب)
- 1973 : Quand l'amour chante (عندما يغني الحب)
- 1973 : Démons pour toujours (شياطين إلى الأبد)
- 1974 : 24 heures d'amour (24 ساعة حب)
- 1974 : Un mariage heureux (الزواج السعيد)
- 1974 : L'amour est l'essentiel (المهم الحب)
- 1975 : Tout le monde veut aimer (الكل عاوز يحب)
- 1975 : À la recherche des ennuis (البحث عن المتاعب)
- 1976 : Un mariage en direct (جواز على الهوا)
- 1976 : Taxi (ملك التاكسي)
- 1976 : Interdit de coucher (ممنوع في ليلة الدخلة)
- 1976 : Maris irresponsables (أزواج طائشون)
- 1977 : Voleur d'amour (حرامي الحب)
- 1977 : Les douces (جنس ناعم)
- 1978 : Couples de diables (الأزواج الشياطين)
- 1978 : Des jeunesse qui dansent sur le feu (شباب يرقص فوق النار)
- 1978 : Oh Loulou ! (عيب يا لولو, يا لولو عيب)
- 1978 : La cartable est avec moi (المحفظة معايا)
- 1978 : Deux visites au notaire (البعض يذهب للمأذون مرتين)
- 1978 : Nous étions dans le bus (إحنا بتوع الأتوبيس)
- 1979 : Un tueur qui n'a pas tuer (قاتل ما قتلش حد)
- 1979 : Rajab en face l'impasse (رجب فوق صفيح ساخن)
- 1979 : Des aventuriers autour du monde (مغامرون حول العالم)
- 1979 : Tour caché (الخدعة الخفية)
- 1979 : Faire attention de ses voisins (خلي بالك من جيرانك)

### Années 1980
- 1980 : L'enfer (الجحيم)
- 1980 : Un homme qui a perdu la tête (رجل فقد عقله)
- 1980 : Intelligents mais stupides (أذكياء لكن أغبياء)
- 1980 : Chaabane en dessous de zéro (شعبان تحت الصفر)
- 1980 : Un amateur de problèmes (غاوي مشاكل)
- 1981 : On vit qu'une seule fois (الإنسان يعيش مرة واحدة)
- 1981 : Voter le docteur Slimane Abd Samad (انتخبوا الدكتور سليمان عبد الباسط)
- 1981 : Mères exilées (أمهات في المنفى)
- 1981 : Le suspect (المشبوه)
- 1981 : Une chaude nuit d'hiver (ليلة شتاء دافئة)
- 1981 : À la porte du ministre (على باب الوزير)
- 1982 : La bande de Hamada et Toutou (عصابة حمادة و توتو)
- 1983 : Le mendiant (المتسول)
- 1983 : Antar Porte son épée (عنتر شايل سيفو)
- 1983 : Le professionnel (الحريف)
- 1983 : Un amour en cellule (حب في الزنزانة)
- 1983 : En cachette (ولا من شاف ولا من دري)
- 1984 : Pour empêcher le feu de se propager (حتى لا يطير الدخان)
- 1984 : L'avocat (الأفوكاتو)
- 1984 : Deux sur la route (اثنين على الطريق)
- 1984 : Fais gaffe au Khit (احترس من الخط)
- 1984 : Une par une (واحدة بواحدة)
- 1984 : Qui est entre nous est le voleur ? (مين فينا الحرامي)
- 1985 : J'ai tué le serpent (أنا اللي قتلت الحنش)
- 1985 : Un mari sur appel (زوج تحت الطلب)
- 1985 : Ramadan sur le volcan (رمضان فوق البركان)
- 1985 : Gardez votre esprit (خلي بالك من عقلك)
- 1985 : Les humains et les djinns (الإنس و الجن)
- 1985 : Le vil (الهلفوت)
- 1986 : Karakoun dans la rue (كراكون في الشارع)
- 1986 : Au revoir, mon ami (سلام يا صاحبي)
- 1987 : Le tigre et la femelle (النمر و الأنثى)
- 1989 : El Mouled (المولد)

### Années 1990
- 1990 : L'île des diables (جزيرة الشيطان)
- 1990 : Hanfy El Obaha (حنفي الأبهة)
- 1991 : Shams El Zanati (شمس الزناتي)
- 1991 : le jeu avec les grands (اللعب مع الكبار)
- 1992 : Enregistrer comme dangereux (مسجل خطر)
- 1992 : Terrorisme et Kebab (en) (الإرهاب و الكباب)
- 1993 : L'oublié (المنسي)
- 1994 : Le terroriste (en) (الإرهابي)
- 1995 : Oiseaux de ténèbres (طيور الظلام)
- 1995 : Bikhit et Adila 1 (بخيت و عديلة 1)
- 1996 : Dormir dans le miel (النوم في العسل)
- 1996 : Bikhit et Adila 2 (بخيت و عديلة 2)
- 1998 : Lettre au gouverneur (رسالة إلى الوالي)
- 1999 : Le mec Mahrous et le ministre (الواد محروس بتاع الوزير)

### Années 2000
- 2000 : Hello America (هاللو أمريكا)
- 2002 : Le prince des ténèbres (أمير الظلام)
- 2003 : L'expérience danoise (en) (التجربة الدنماركية)
- 2003 : Un mari issu du secteur sécuritaire (عريس من جهة أمنية)
- 2005 : L'ambassade dans l'immeuble (en) (السفارة في العمارة)
- 2006 : L'Immeuble Yacoubian (عمارة يعقوبيان)
- 2007 : Morgan Ahmed Morgan (en) (مرجان أحمد مرجان)
- 2008 : Hassan et Morkos (حسن و مرقص)
- 2009 : Bobos (بوبوس)

### Années 2010
- 2010 : Alzheimer (en) (زهايمر)

### Années 2020
- 2021 : BodyGuard (téléfilm)

## Pièces de théâtre
- 1960 : Top secret (سري جدا)

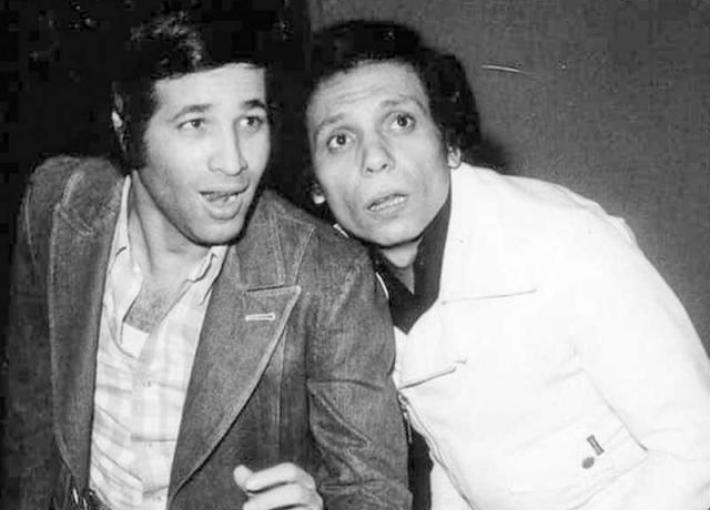
Adel Emam avec Saeed Saleh (1973).

- 1964 : Moi, lui et elle (أنا و هو و هي)
- 1967 : Pyjama rouge (البيجاما الحمراء)
- 1967 : Situation d'amour (حالة حب)
- 1970 : Je suis où et t'es où (انا فين و انت فين)
- 1970 : Chansons d'amour d'Afifi (غراميات عفيفي)
- 1973 : L'École des rebelles  (مدرسة المشاغبين)
- 1976 :  Le témoin qui n'a rien vu (شاهد ما شفش حاجة)
- 1985 : Le mec Sayed le servant (الواد سيد الشغال)
- 1993 : Le Leader (الزعيم)
- 1999 : Bodyguard (بودي جارد)

## Séries
- 1968 : Pickpocket (النشال)
- 1971 : Qui c'est qui (مين و لا مين)
- 1972 : L'artiste et l'ingénierie (الفنان و الهندسة)
- 1973 : Sorcière (ساحرة)
- 1975 : L'homme et la fumée (الرجل و الدخان)

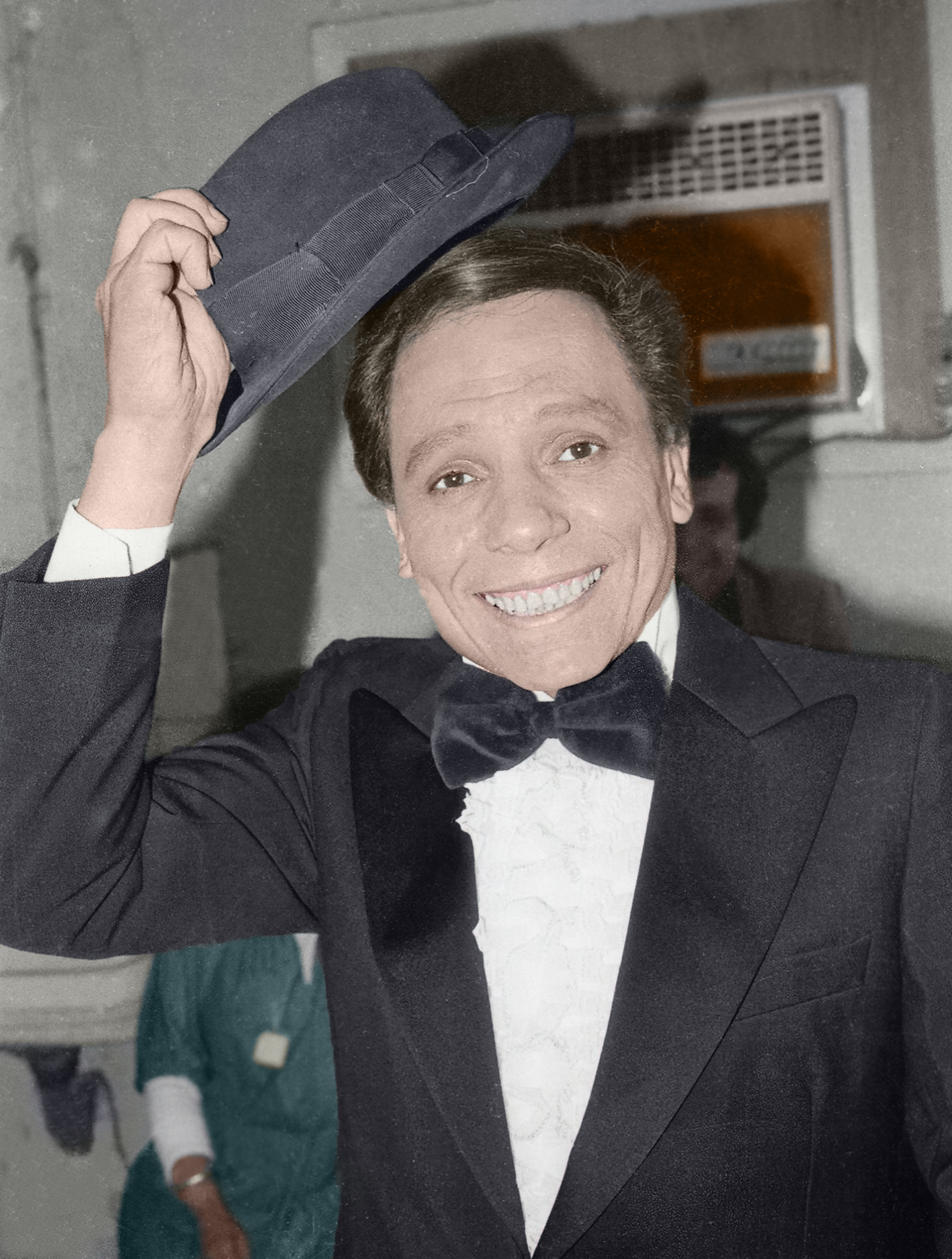
Adel Imam dans les années 1970.

- 1978 : Comment pouvez-vous perdre un million de livres (كيف تخسر مليون جنيه)
- 1978 : Les rêves de garçon oiseau (أحلام الفتى الطائر)
- 1980 : Larmes dans des yeux vils (دموع في عيون وقحة)
- 1996 : Master Seen (ماستر سين)
- 2012 : L'équipe de Naji Atallah (فرقة ناجي عطا الله)
- 2013 : Le devin (العراف)
- 2014 : Son Excellence (صاحب السعادة)
- 2015 : Professeur et Chef de Département (أستاذ و رئيس قسم)
- 2016 : Maamoun et ses partenaires (مأمون و شركاه)
- 2017 : Diables d'Adly Allam (عفاريت عدلي علام)
- 2018 : Mondes cachés (عوالم خفية)
- 2020 : Valentino (فلانتينو)

## Distinctions
- Prix du meilleur acteur au Festival international du film du Caire (1995 ; 2007)[9].
- Prix d'interprétation masculine au Festival international du film de Dubaï (2005)[9].
- Grand prix du Festival international du film de São Paulo (2006)[9].
- Prix d'excellence du Festival du film de Tribeca (2006)[9].
- Grand prix honoraire du Festival international du film de Marrakech (2014)[10],[11].
- Tanit d'or des Journées cinématographiques de Carthage (2016)[12].
- Plaque d'honneur du Centre culturel catholique égyptien (2020)[13].
- Arab Art Leader Award (2024)[14].

## Décorations

### Décorations égyptiennes
- Commandeur de l'Ordre du Mérite civil.

### Décorations étrangères
- Chevalier (Achir) de l'Ordre du Mérite national ( Algérie, 2002)[15].
- Officier de l'ordre national du Cèdre ( Liban, 2003)[16].
- Commandeur de l'Ordre du Mérite Intellectuel ( Maroc, 1997)[17],[18].
- Grand-officier de l'Ordre national du Mérite ( Tunisie, 2016)[19],[20].

## Autres distinctions
- Ambassadeur de bonne volonté de la Haut Commissariat des Nations unies pour les réfugiés[21].